# Dellamora
Dellamora is een geslacht van kevers uit de familie spartelkevers (Mordellidae).
Het geslacht is voor het eerst wetenschappelijk beschreven in 1916 door Normand.

## Soorten
Het geslacht omvat de volgende soorten:
- Dellamora aesura Ray, 1949
- Dellamora antipodes Ray, 1930
- Dellamora bakeri Ray, 1930
- Dellamora bomora Ray, 1949
- Dellamora curticauda Ray, 1949
- Dellamora epiblema Ray, 1949
- Dellamora gracilicauda (Blair, 1922)
- Dellamora greenwoodi Blair
- Dellamora gregis Ray, 1948
- Dellamora iridescens Ray, 1930
- Dellamora macaria Ray, 1949
- Dellamora maculata Ray, 1930
- Dellamora ochracea Ray, 1930
- Dellamora palposa Normand, 1916
- Dellamora parva Ray, 1949
- Dellamora philippinensis Ray, 1930
- Dellamora pubescens Ray, 1936
- Dellamora samoensis (Blair, 1928)
- Dellamora walteriana Franciscolo, 1990